# Volkswagen Crafter
La Volkswagen Crafter es una furgoneta fabricada por el grupo alemán Volkswagen, fue introducida en el mercado en el año 2006. La furgoneta Crafter, ha reemplazado a la furgoneta Volkswagen Transporter LT35.
Al igual que la Mercedes-Benz Sprinter, la segunda generación de la furgoneta Transporter LT35, la primera generación es un Crafter rebautizado como Mercedes-Benz Sprinter, ha sido construido por el grupo Daimler AG, con un sistema de propulsión de la firma Volkswagen. La variante de Daimler ha sido también vendida por Daimler como el Freightliner Sprinter y como el Dodge Sprinter. 
A partir de los modelos del año 2017, el Crafter ha sido diseñado y construido por Volkswagen, y no se asocia con la Sprinter. Se espera que este nuevo Crafter sea vendido por Volkswagen, y por la compañía alemana MAN SE Truck & Bus, una empresa fabricante de autobuses y camiones con sede en Múnich, Alemania.

Algunos de sus mayores competidores europeos son los siguientes: Renault Master, Opel/Vauxhall Movano, Nissan NV400, Ford Transit, Furgoneta grande Sevel, Fiat Ducato, Citroën Jumper, Peugeot Boxer, RAM ProMaster, e Iveco Daily

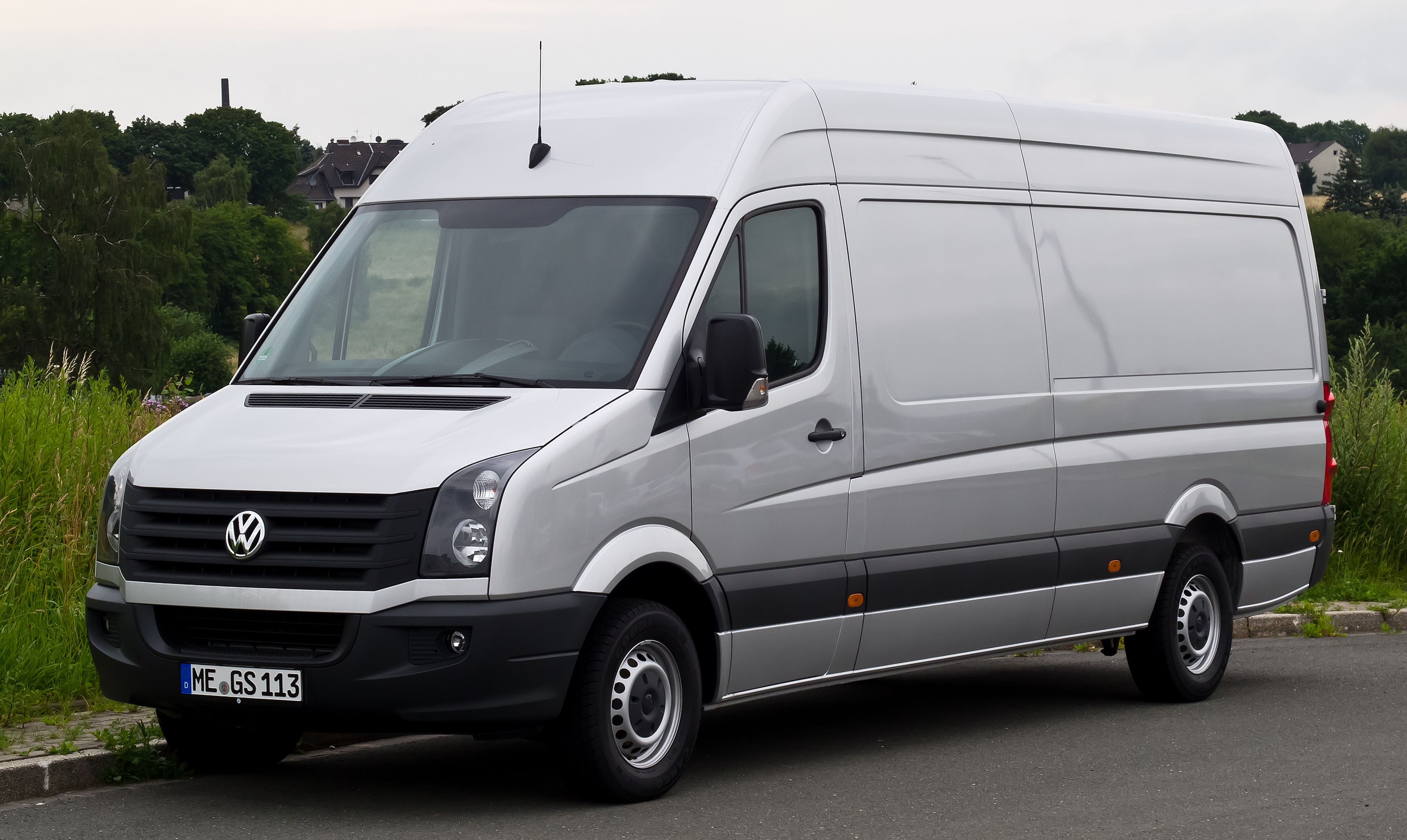
VW Crafter 2.0 TDI
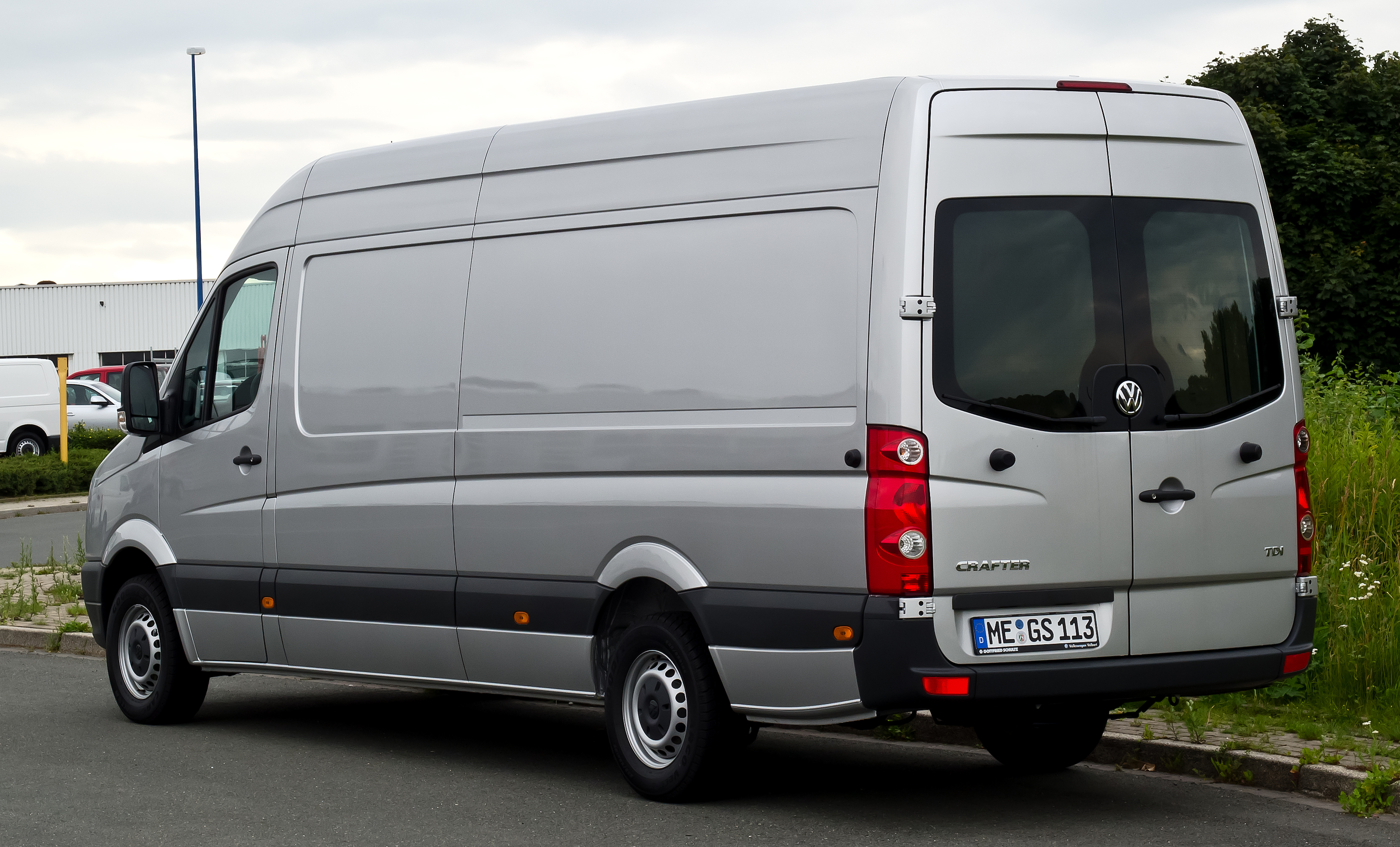
VW Crafter 2.0 TDI

## Plantas de producción

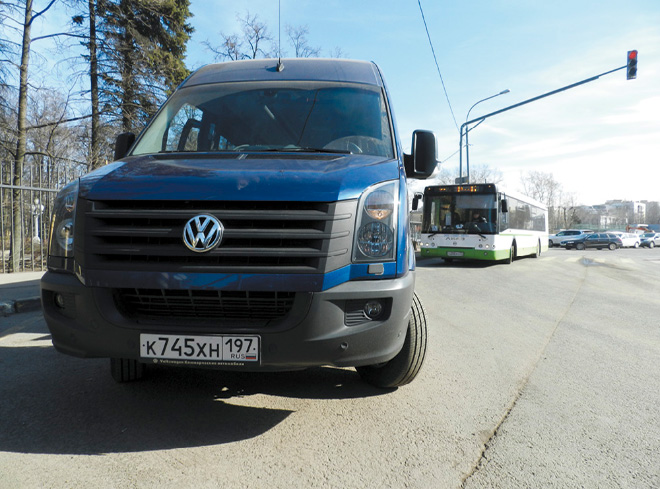

El Crafter está construido en las plantas de producción de Mercedes-Benz ubicadas en las localidades de Ludwigsfelde y Düsseldorf, las mismas fábricas alemanas donde se construye el Mercedes-Benz Sprinter.
La nueva generación fue construida en el Distrito de Września, en Polonia, donde la compañía tenía previsto construir una nueva fábrica en otoño de 2014. El volumen de producción previsto eran unos 85.000 vehículos al año, en una parcela de un tamaño de 220 hectáreas, (unos 300.000 metros cuadrados bajo techo).
El coste de la nueva planta fueron unos 3.381 millones de eslotis polacos, estaba previsto que la producción de vehículos comenzara en la segunda mitad del año 2016.

## Diseño
El diseñador de coches francés Laurent Boulay, es el responsable del diseño frontal del Crafter, un modelo que está inspirado en el Volkswagen Constellation.

## Motores

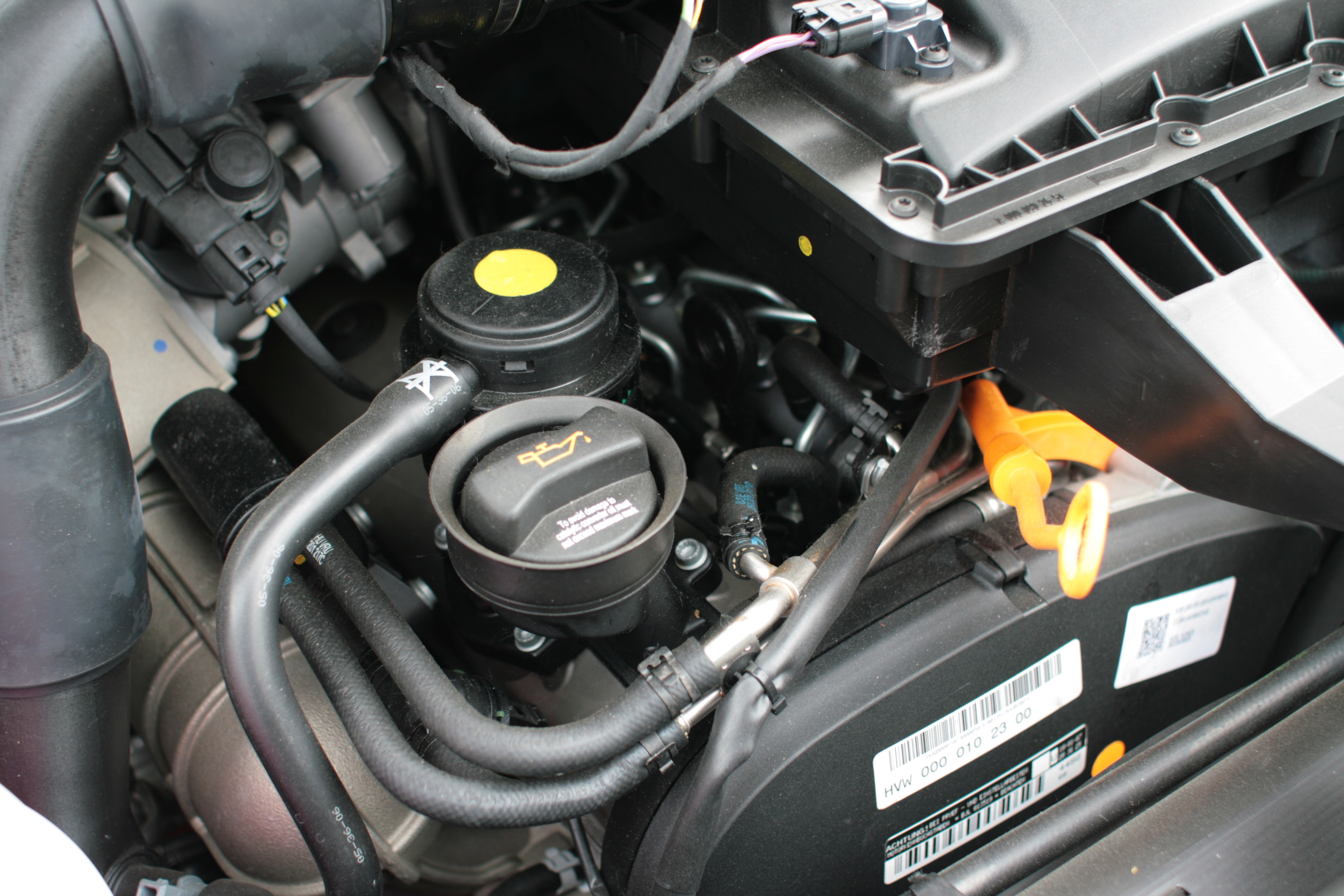

Todos los motores de combustión interna están basados en de Volkswagen Group re-ingeniería de 2,5 litros R5 TDI . Este turbodiesel es un motor de cinco cilindros en línea (R5) Turbo, de inyección directa (TDI) Diesel engine . Tiene una cilindrada de 2.459 centímetros cúbicos (150.1 Cu en ), y utiliza la última raíl común del sistema de combustible, con piezoeléctricos inyectores accionados para el cilindro-directo de inyección de combustible . También utiliza un filtro de partículas diesel (DPF), que permite a todos variantes de motor para cumplir con las últimas Euro IV normas de emisión europea . La versión 2010 del motor CR 2.5 TDI se rediseñó, la corrección de los problemas anteriores de fallo turbo.
| motores 2006-2011 | motores 2006-2011            | motores 2006-2011       | motores 2006-2011 | motores 2006-2011       | motores 2006-2011 |
| Modelo            | Tipo de motor                | Poder                   | rpm               | Esfuerzo de torsión     | rpm               |
| ----------------- | ---------------------------- | ----------------------- | ----------------- | ----------------------- | ----------------- |
| 2.5 TDI CR        | 2459 cc (150 cu in) turbo I5 | 88 CV (65 kW; 87 CV)    | 3500              | 220 N · m (162 lb · ft) | 2000              |
| 2.5 TDI CR        | 2459 cc (150 cu in) turbo I5 | 109 PS (80 kW; 108 hp)  | 3500              | 280 N · m (207 lb · ft) | 2000              |
| 2.5 TDI CR        | 2459 cc (150 cu in) turbo I5 | 136 PS (100 kW; 134 hp) | 3500              | 300 N · m (221 lb · ft) | 2000              |
| 2.5 TDI CR        | 2459 cc (150 cu in) turbo I5 | 163 PS (120 kW; 161 hp) | 3500              | 350 N · m (258 lb · ft) | 2000              |
| 2.5 TDI CR        | 2459 cc (150 cu in) turbo I5 | 303 PS (220 kW; 295 hp) | 4200              | 560 N · m (413 lb · ft) | 2600              |
| motores 2011-     |                              |                         |                   |                         |                   |
| Modelo            | Tipo de motor                | Poder                   | rpm               | Esfuerzo de torsión     | rpm               |
| 2.0 TDI CR        | 1968 cc (120 cu in) turbo I4 | 109 PS (80 kW; 108 hp)  | 3500              | 300 N · m (221 lb · ft) | 1500-2250         |
| 2.0 TDI CR        | 1968 cc (120 cu in) turbo I4 | 136 PS (100 kW; 134 hp) | 3500              | 340 N · m (251 lb · ft) | 1500-2250         |
| 2,0 BiTDI CR      | 1968 cc (120 cu in) turbo I4 | 163 PS (120 kW; 161 hp) | 4000              | 400 N · m (295 lb · ft) | 1500-2250         |

- Referencias